# Paracyathus rotundatus
Espèce
Synonymes
- Paracyathus caeruleus Duncan, 1889[1]
- Paracyathus merguiensis Duncan, 1889[1]

Statut CITES
Paracyathus rotundatus est une espèce de coraux de la famille des Caryophylliidae.

## Publication originale
- (de) C. Semper, « Uber Generationswechsel bei Steinkorallen und über das M.-Edwards'sche Wachstumgesetz der Polypen », Zeitschrift für wissenschaftliche Zoologie, vol. 22,‎ 1872, p. 235-280 (ISSN 0044-3778, OCLC 50371254, lire en ligne).